# Traumatische inseminatie

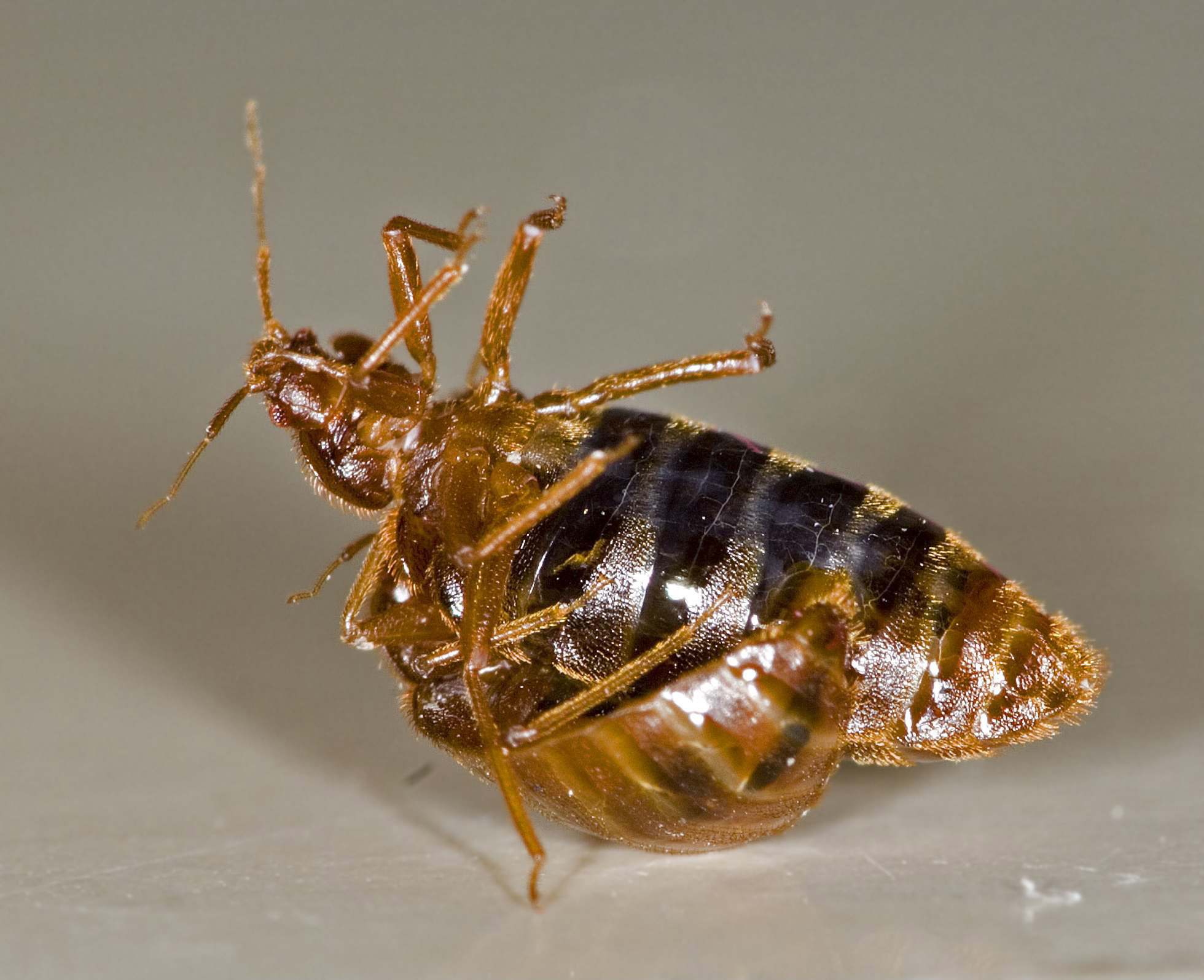
Een bedwants (Cimex lectularius) tijdens een traumatische inseminatie. Het vrouwelijke exoskelet (boven) is duidelijk zichtbaar gebarsten rond de plaats van inseminatie.

Traumatische inseminatie treedt bij sommige insecten op (onder andere bij de bedwants en bij strepsiptera) en betekent dat het mannetje het lichaam van het vrouwtje doorboort om de zaadcellen op de bestemde plaats te kunnen brengen. Er wordt meestal geen gebruik gemaakt van een vrouwelijk paringsorgaan. Soms is dat er wel maar wordt het bij de paring vernield. In dit geval kan het vrouwtje dus maar één keer paren in haar leven. Bij de bedwants is het echter gebruikelijk dat het vrouwtje meerdere malen paart.
Bij het bedwantsengenus Afrocimex en bij de bloemwants Xylocoris maculipennis is zelfs homoseksuele traumatische inseminatie waargenomen, waarbij een mannetje zijn scherpe geslachtsorgaan gebruikt om het sperma direct in het onderlijf van een ander mannetje te steken. Het zaad van het ene mannetje is aangetoond in de geslachtsorganen van het andere mannetje maar het is niet zeker of dit mannetje het zaad van beide mannetjes kan overbrengen als hij daarna paart met een vrouwtje. 
Bij de zeenaaktslak Siphopteron makisig treedt er ook traumatische inseminatie op, maar deze doet dat in het hoofd van de partner (beide partners zijn hermafrodiet).